# Wolfgang Rieker
Wolfgang Rieker (* 17. August 1961) ist ein ehemaliger deutscher Fußballspieler.

## Karriere
Rieker stand mindestens ab der Saison 1979/80 im Kader der zweiten Mannschaft des VfB Stuttgart. Unter anderem wurde er im DFB-Pokal 1980/81 in der 1. Runde gegen Borussia Dortmund in der 95. Minute eingewechselt. Ebenfalls in der 1. Runde bekam er dann im DFB-Pokal 1981/82 ab der 46. Minute beim 4:0 gegen den VfL Klafeld erneut einen Einsatz.
Nach der Saison 1983/84 schloss sich Rieker dem SSV Ulm 1846 in der Oberliga Baden-Württemberg an. In der darauffolgenden Saison wurde die Mannschaft Meister und stieg anschließend in die 2. Bundesliga auf. Rieker kam in dieser Saison auf 30 Einsätze sowie zwei Torerfolge. In der Saison 1984/85 der 2. Liga kamen 20 Einsätze, jedoch kein weiteres Tor dazu. Im DFB-Pokal 1985/86 erhielt Rieker im Achtelfinale am 21. Dezember 1985 noch einen weiteren Einsatz im Pokal. Dort spielte er von Beginn an und wurde in der 62. Minute beim Stand von 1:2 für Ulm gegen Robert Birner ausgewechselt; das Spiel endete mit einer 3:4-Niederlage nach Verlängerung für Ulm.